# Szlak Pamięci Radomskich Żydów „Ślad”
Szlak Pamięci Radomskich Żydów „Ślad” – pieszy szlak upamiętniający żydowską społeczność międzywojennego Radomia, wymordowaną w czasie II wojny światowej przez okupujących Polskę Niemców.

## Realizacja projektu
Szlak Pamięci Radomskich Żydów „Ślad” to wspólna inicjatywa Gminy Miasta Radomia i Ośrodka Kultury i Sztuki „Resursa Obywatelska”. Ma na celu upamiętnienie dawnej żydowskiej społeczności Radomia, której członkowie przed II wojną światową stanowili niemal 30% mieszkańców miasta oraz współtworzyli jego wielokulturowy charakter. Oprócz urzędu miasta i OKiS „Resursa” w realizacji projektu uczestniczyło także Archiwum Państwowe w Radomiu, Radomskie Towarzystwo Naukowe oraz Gimnazjum Towarzystwa „Przyjaciół Wiedzy”. Finansowanie projektu oraz towarzyszącej mu publikacji wsparły osoby prywatne i radomskie przedsiębiorstwa. Szlak otwarto uroczyście 5 sierpnia 2017 roku w trakcie IX Spotkania z Kulturą Żydowską „Ślad”. W uroczystości wzięli udział dawni, ocaleli z Zagłady mieszkańcy Radomia oraz ich potomkowie.

## Przebieg szlaku
Szlak tworzy 12 wybranych miejsc odnoszących się do dawnej żydowskiej społeczności Radomia i reprezentujących różne aspekty jej życia. Lista obiektów wchodzących w skład szlaku:
| Nr | Zdjęcie | Obiekt                                    | Dzielnica                           | Adres                               |
| -- | ------- | ----------------------------------------- | ----------------------------------- | ----------------------------------- |
| 1  |         | Synagoga                                  | Śródmieście                         | ul. Podwalna/Bóżniczna              |
| 2  |         | Duże getto                                | Miasto Kazimierzowskie, Śródmieście | ul. Wałowa                          |
| 3  |         | Obóz pracy przy ul. Szwarlikwoskiej       | Miasto Kazimierzowskie              | ul. Szwarlikowska                   |
| 4  |         | Szpital starozakonnych                    | Planty                              | ul. B. Limanowskiego 33             |
| 5  |         | Dawny szpital psychiatryczny              | Stare Miasto                        | pl. Stare Miasto 13                 |
| 6  |         | Siedziba Towarzystwa „Ezra”               | Śródmieście                         | ul. R. Traugutta 52                 |
| 7  |         | Gimnazjum Towarzystwa „Przyjaciół Wiedzy” | Śródmieście                         | ul. J. Kilińskiego 13               |
| 8  |         | Siedziba Żydowskiej Gminy Wyznaniowej     | Śródmieście                         | ul. S. Żeromskiego 9                |
| 9  |         | Dom Starców i Kalek Wyznania Mojżeszowego | Obozisko                            | ul. Warszawska 3                    |
| 10 |         | Małe Getto                                | Glinice                             | ul. J. Słowackiego/Złota            |
| 11 |         | Obóz pracy przy ul. Szkolnej              | Ustronie                            | ul. Śląska/al. J. Grzecznarowskiego |
| 12 |         | Cmentarz żydowski                         | Gołębiów                            | ul. Towarowa                        |